# 包喜樂
ジョイ・バーク（Joy Burke）こと包 喜樂（バオ・シーラー、Bao Hsi-le、1990年11月7日 - ）は、台湾の女子プロバスケットボール選手である。

## 来歴

### 大学
アリゾナ州立大学に留学し、NCAA1部でプレーした。

### ヨーロッパ
卒業後はデンマークのヘルスホルム・79ers入団。5年間在籍の間、クラブ初タイトルをもたらした。

### オーストラリア
2015-16シーズンはオーストラリアWNBLのベンディゴ・スピリットに移籍。しかし、シーズン後は契約を更新せず、オーストラリアのSEABLのクラブに移籍。

## ナショナルチーム
2015年、ウィリアム・ジョーンズカップでチャイニーズタイペイ代表デビュー。アジア選手権にも出場。